# Gerichtsbezirk Schladming

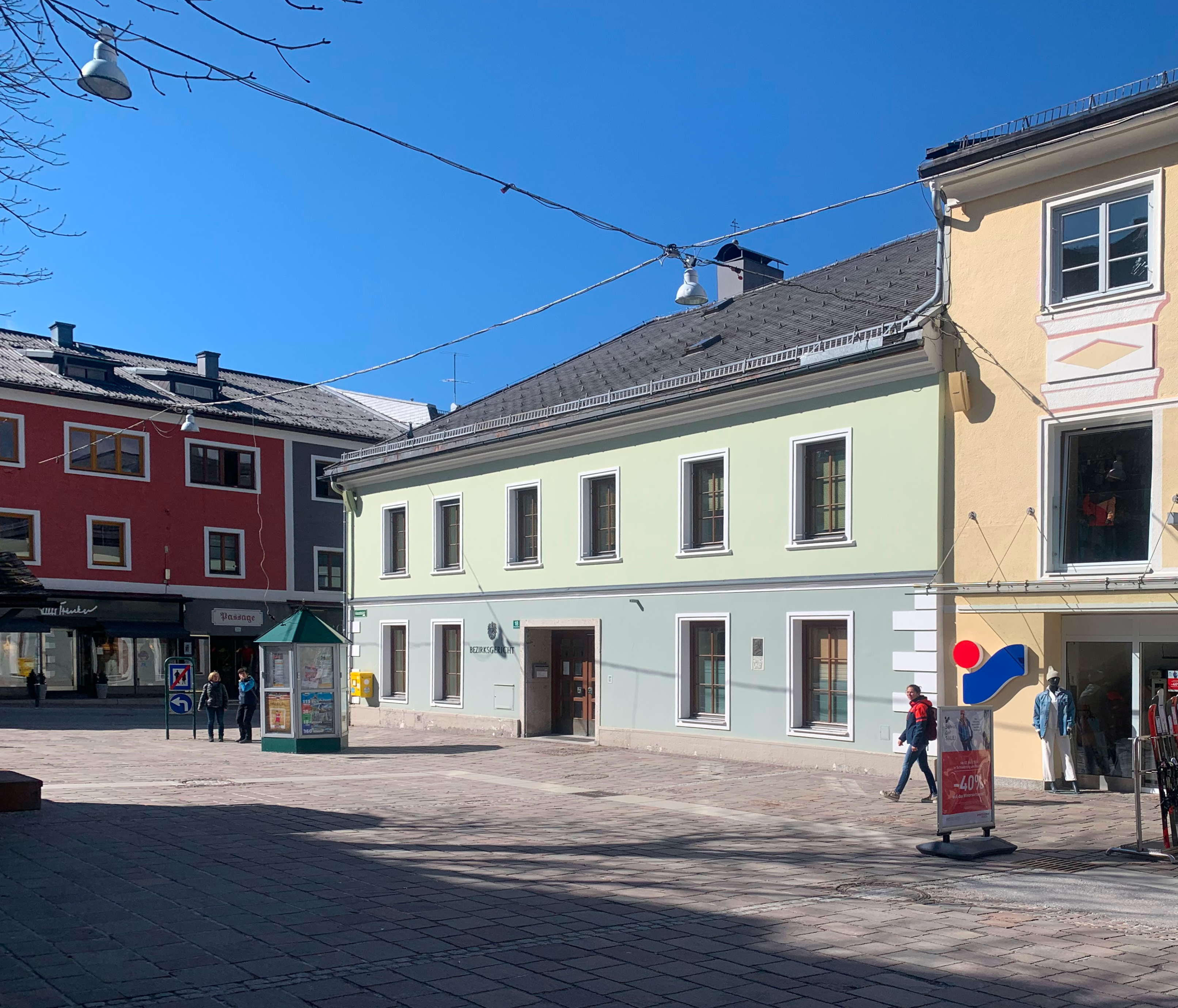
Bezirksgericht Schladming

Der Gerichtsbezirk Schladming ist ein dem Bezirksgericht Schladming unterstehender Gerichtsbezirk im Bundesland Steiermark. Er umfasst die neun Gemeinden der Expositur Gröbming im äußersten Westen des Bezirks Liezen.

## Geschichte
Der Gerichtsbezirk Schladming wurde durch eine 1849 beschlossene Kundmachung der Landes-Gerichts-Einführungs-Kommission geschaffen und umfasste ursprünglich die acht Gemeinden Gössenberg, Haus, Klaus, Pichl-Pernegg, Ramsau, Rohrmoos, Schladming und Unterthal.
Der Gerichtsbezirk Schladming bildete im Zuge der Trennung der politischen von der judikativen Verwaltung
ab 1868 gemeinsam mit den Gerichtsbezirken Aussee, Gröbming, Liezen, Rottenmann, Irdning und St. Gallen den Bezirk Liezen.
Als 1873 der Bezirk Gröbming gegründet wurde, kam der Gerichtsbezirk Schladming gemeinsam mit den Gerichtsbezirken Gröbming, Aussee und Irdning per 30. Juni 1873 zum neugegründeten Bezirk.
1938 wurde der Bezirk Gröbming im Zuge der nationalsozialistischen Verwaltungsänderungen aufgelöst. Der Gerichtsbezirk Schladming kam in der Folge per 15. Oktober 1938 gemeinsam mit den Gerichtsbezirken Irdning und Gröbming wieder zum Bezirk Liezen. Diese Änderung wurde nach dem Zweiten Weltkrieg beibehalten.
Bis 2002 blieb das Gerichtsbezirksgebiet mit 425,18 km² (1981)
nahezu unverändert. Im Zuge der Zusammenlegung mehrerer Gerichtsbezirke durch die „Bezirksgerichte-Verordnung Steiermark“ der Bundesregierung wurde auch der benachbarte Gerichtsbezirk Gröbming aufgelöst und dessen Gebiet mit dem Gerichtsbezirk Schladming vereinigt. Der Gerichtsbezirk Schladming vergrößerte sich dadurch um die neun Gemeinden Gröbming, Großsölk, Kleinsölk, Michaelerberg, Mitterberg, Öblarn, Pruggern, Sankt Martin am Grimming und Sankt Nikolai im Sölktal
bzw. auf 932,02 km².
Mit Wirkung ab 1. Jänner 2015 wurde der Gerichtsbezirk aufgrund der Veränderungen im Rahmen der Gemeindestrukturreform in der Steiermark in der „Bezirksgerichte-Verordnung Steiermark 2015“ neu definiert.

## Gerichtssprengel
Seit Jänner 2015 ist der Gerichtssprengel durch das Gebiet folgender neun Gemeinden definiert: Aich, Gröbming, Haus, Michaelerberg-Pruggern, Mitterberg-Sankt Martin, Öblarn, Ramsau am Dachstein, Schladming, Sölk.
Der Gerichtssprengel ist somit mit dem Gebiet der Politischen Expositur Gröbming deckungsgleich.